# لیندزی وایلن
لیندزی وایلن (انگلیسی: Lindsay Whalen؛ زادهٔ ۹ مهٔ ۱۹۸۲) بازیکن بسکتبال اهل ایالات متحده آمریکا است.
وی در مسابقات کشوری و بین‌المللی در مجموع برندهٔ ۴ مدال طلا شده‌است.